# Tartarus (Düsseldorf)
Die Vereinigung Tartarus war eine von 1885 bis 1892 bestehende Studentenverbindung an der Kunstakademie in Düsseldorf.

## Geschichte

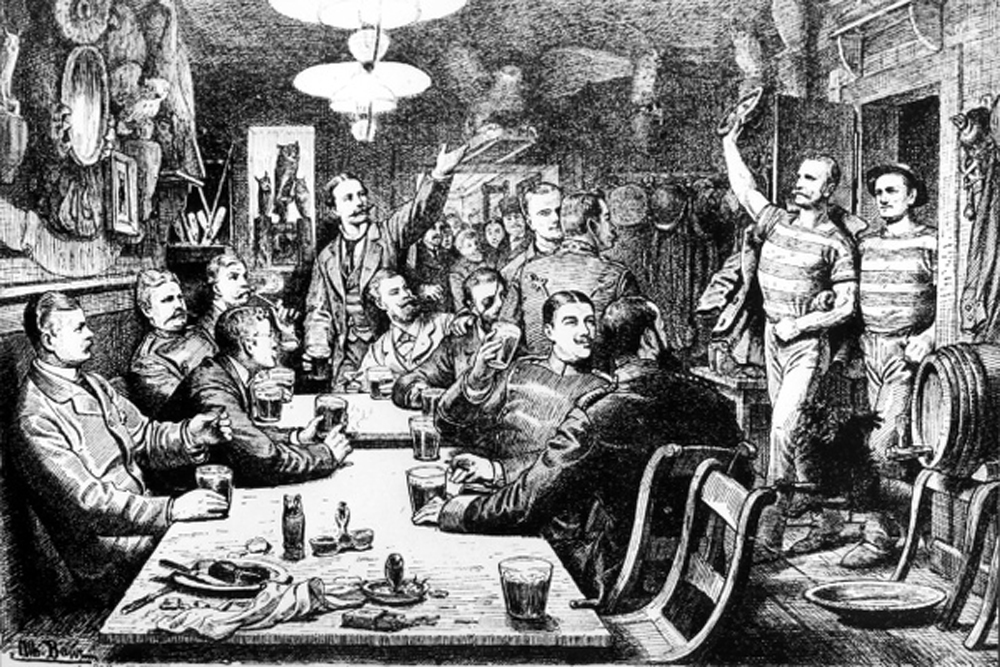
In der „Uel“, 1880, Zeichnung vom Innenleben der Gaststätte Zur Uel in der Ratinger Straße 16

Gegen Ende des 19. Jahrhunderts brachen die Gräben innerhalb der Düsseldorfer Künstler immer weiter auf. Auf der einen Seite standen die Künstler und Lehrer der Akademie, in ihrer Tradition der Düsseldorfer Malerschule ergeben und reichstreu, wie beispielsweise Theodor Rocholl, Peter Janssen d. Ä. oder Fritz Neuhaus. Auf der anderen Seite verlangte der akademische Nachwuchs eine ehrliche Schilderung der Wirklichkeit, befreit von der deklamatorischen Figuration, und revoltierte gegen Akademismus.
Die Studenten der Akademie hatten oft zusammen über Jahre in einer Malklasse gearbeitet, sich dort ausgetauscht und näher kennengelernt, und so trafen sie sich auch außerhalb des Akademiebetriebes, um sich über das gesellschaftliche Leben und das Studium auszutauschen.

„In Opposition zum ‚kaiserlich verordneten Pinselpatriotismus‘ formierten sich allerorts in Deutschland Künstlerkolonien. Auch in der Düsseldorfer Altstadt auf der Ratinger Straße schlossen sich […] während einer Zechtour in der Bierkneipe [Zur] Uel die Akademieschüler […] zu der Vereinigung ‚Tartarus‘ zusammen.“

Um 1885 gründete Peter Philippi mit Kommilitonen die Studentenvereinigung „Tartarus“ als Kneipgesellschaft. Den Namen entnahmen die Gründer aus der griechischen Mythologie, dem personifizierten Teil der Unterwelt Tartaros, den finsteren Abgrund, nach Homer so tief wie der Himmel über der Erde. Der Ort, wo Zeus seine Gegner stürzte, wurde zur scherzhaften Bezeichnung für die Versammlungen, welche in Hinterzimmer von Kneipen stattfanden. Sie, die „Tartaren“, sahen sich selbst aus dem Ort des Frevels kommend, als Unruhestifter oder Provokateure.
Philippi wurde als streitbarer Mensch geschildert, der sich offen für Kultur- und Kunstkritik zeigte. So schrieb er: „[…] neben dem großen ‚Malkasten‘ […] war der Verein Tartarus eine gesellig erfrischende Vereinigung junger, ernst aufstrebender Künstler. […] Man habe sich auseinandergesetzt über ernste Arbeit, höchste Auffassung vom Wesen der Kunst, Respekt vor der Natur und den alten Meistern und vor allem eine durch und durch gesunde und von keiner Degeneration oder Arroganz verdorbene Sinnesweise schufen eine geistige Atmosphäre, die voll innerer Reinheit, ungesuchter Vornehmheit und geistvoller Fröhlichkeit war.“
Die Vereinigung gab sich unter dem 20. Januar 1886 schriftlich niedergelegte Statuten mit einem Biercomment im Anhang. Im Allgemeinen verliefen die Kneipenzusammenkünfte der „Tartaren“, wie sie sich selber nannten, ähnlich der Regeln, die in Corps und Burschenschaften Usus waren. Man sprach an Tartarusabenden vom Präses, Fuchsmajor, von Chargen und dem Convent. Es wurde ein Zirkel geführt. Unregelmäßig brachte die Studentenvereinigung unter dem Namen „Tartarus“ eine Zeitung heraus. Mitglieder gaben sich Pseudonyme, welche besondere Eigenschaften der Person oder Stellung in der Gemeinschaft unterstrichen. Karl Krummacher führte wegen seiner Sangesfreudigkeit und seiner wallenden Künstlermähne den Namen „Apoll“. Heinrich Vogeler wurde „Mining“ genannt, nach einer Romanfigur von Fritz Reuter. Thomas Theodor Heine schrieb 1941 in seinem satirischen Lebenslauf [es ist keine Selbstbiographie] Ich warte auf Wunder im Kapitel Wege zur Kunst: „In der ‚Amicitia‘ [Tartarus] bekommt jeder einen Kneipennamen. Hardekopp [hier er selber] zum Beispiel ist ‚Rembrandt‘ genannt worden, weil er ihm so ähnlich sieht.“
Um 1900 waren die Studenten in der Mehrzahl national eingestellt, was nicht als politisch, sondern als selbstverständlich galt, eine Erbschaft der Studentenverbindungen aus der ersten Hälfte des 19. Jahrhunderts. Noch um 1850 war der Nationalismus keineswegs die Regel. Die Akademiestudenten waren juristisch, kulturell und gesellschaftlich in sich schon eine relativ geschlossene Gruppe, welche in ausgeprägter Tradition Gruppenbewusstsein aufwies, jedoch gesellschaftlich noch nicht integriert und so auch Kompromissen weitgehend ablehnend gegenüberstehend. In ihren politischen Ideen und Idealen neigten sie deshalb zum Rigorismus und begriffen sich selbst als Elite. Anhand der Schülerlisten der Kunstakademie lässt sich die Verbindung von Studenten in der Gemeinschaft „Tartarus“ in ihren Auswirkungen auf das Akademiestudium rückwirkend schließen.
Bei abweichenden gesellschaftspolitischen Standpunkten, unterschiedlichen künstlerischen Auffassungen und mitmenschlichen Problemen kam es oftmals zu Brüchen in der Gruppe „Tartarus“. Die Gruppenmitgliedschaft implizierte, größtenteils gleiche Meinungen vertreten zu wollen. Konflikten mit Andersdenkenden, der wachsende Antisemitismus und germanisch-völkische Denkweise strahlten in Wechselwirkung auf die Akademie aus. Dies führte, je nach Einstellung der unterrichtenden Professoren, zu abweichenden Benotungen bis hin zu Verweisen von der Akademie sowie auf der anderen Seite zu Ausschlüssen von Kommilitonen aus dem Verein „Tartarus“. Beispielsweise wurde nach einer Auseinandersetzung zwischen dem bekennenden Antisemit Friedrich Bindewald und Thomas Theodor Heine dieser für ein Jahr der Akademie verwiesen und wechselte anschließend nach München.

## Bekannte Mitglieder

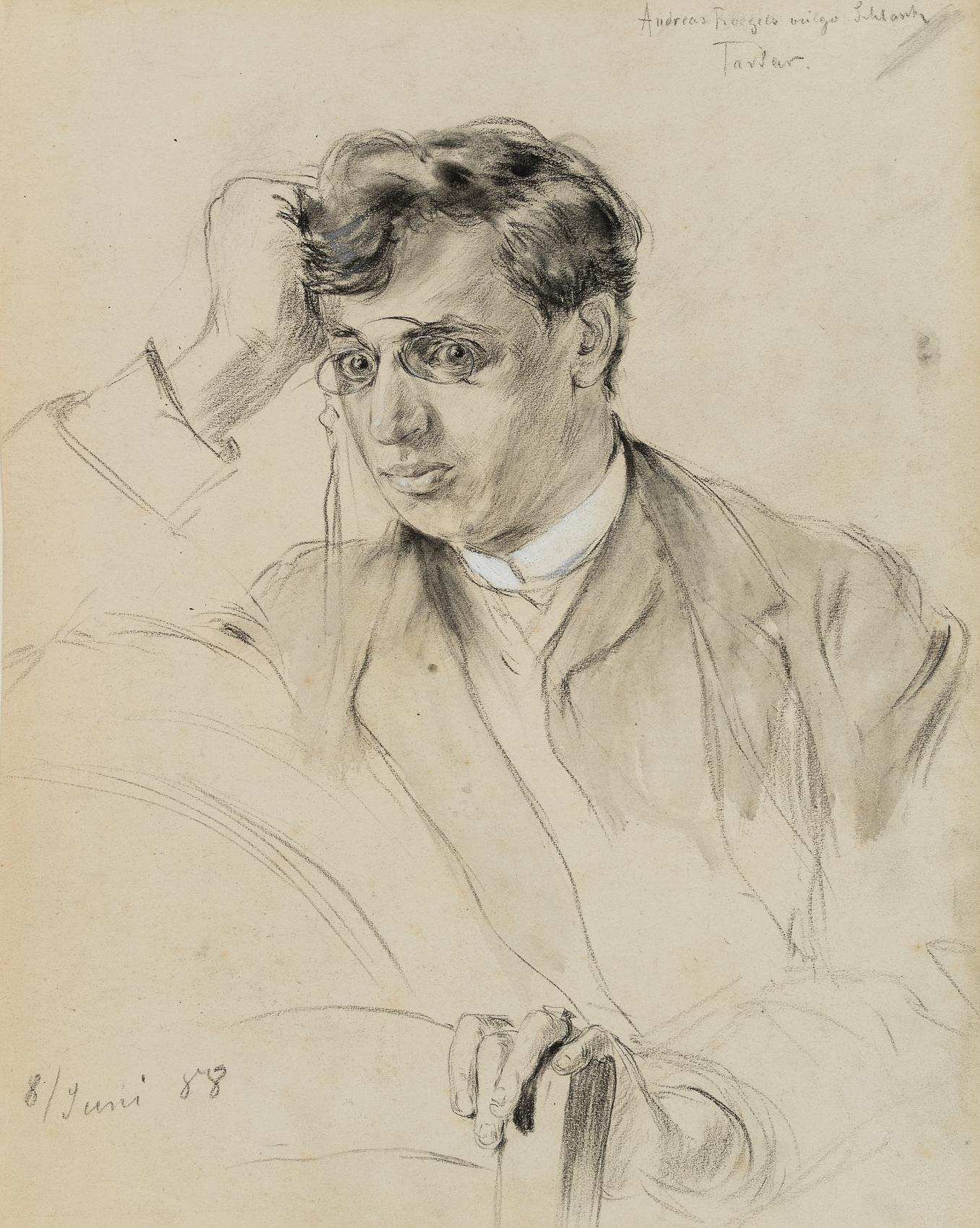
Andreas Roegels vulgo Schlank, Zeichnung von Paul Schroeter, 1888

- Peter Philippi, alias „Filbert“, teils auch mit dem Beinamen „Luzifer“
- Willy von Beckerath
- Friedrich Bindewald, alias „Alarich“
- Ernst Bosch, studierte bereits 1854, stieß also in vorgerücktem Alter zu den Tartaren
- Paul Brandenburg
- Ernst Eckhardt?, Leibbursch von Heinrich Vogeler (s. u.)
- Wilhelm Eckstein
- Robert Engels
- Eduard Euler
- Carl Gehrts
- Otto Heichert
- Thomas Theodor Heine, alias „Rembrandt“
- Lewis Edward Herzog,  alias „Dux“
- Heinrich Hübner[3]
- Ludwig Keller
- Karl Krummacher, alias „Apoll“
- Fritz Mackensen
- Otto Modersohn
- Carl Murdfield[4]
- Paul Neuenborn, alias „Lazarus“
- Adelbert Niemeyer, alias „Huckebein“
- Fritz Overbeck
- Ernst Christian Pfannschmidt
- Heinrich Rettig, alias „Baron“
- Andreas Roegels, alias „Schlank“
- Felix Schmidt, arbeitete an den Jahrbüchern mit, nicht in der Schülerliste der Akademie
- Paul Schroeter
- Carl Vinnen
- Heinrich Vogeler, alias „Mining“
- Robert Weise
- F. Zilcher, nicht in der Schülerliste der Akademie